# Horst Müller (Rennrodler)
Horst Müller (* 10. April 1952 in Zwickau; † 1. März 2011 in Mittelberg) war ein deutscher Rennrodler.

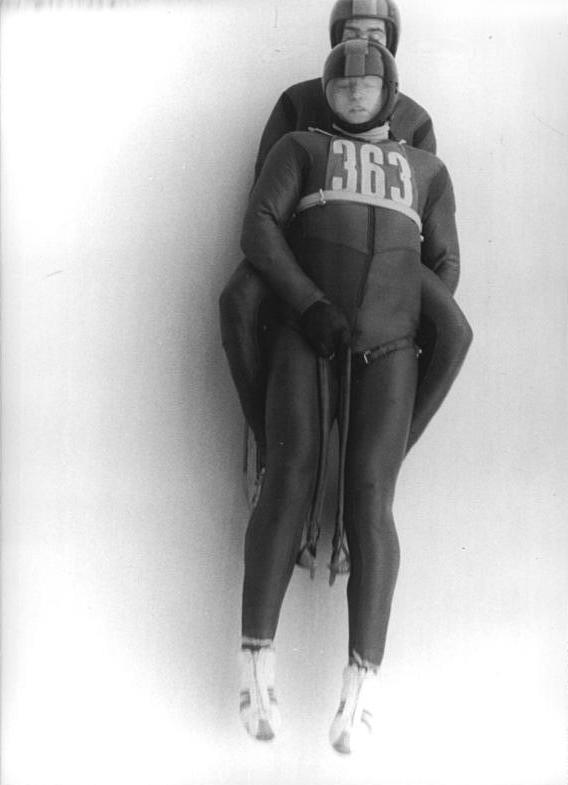
Das Doppel Müller/Neumann bei ihrem überraschenden Gewinn der DDR-Meisterschaft 1975

Müller war für den SC Traktor Oberwiesenthal aktiv und vor allem in den 1970er Jahren sowohl im Einsitzer als auch im Doppelschlitten erfolgreich. Bei den Rennrodel-Weltmeisterschaften 1974 in Königssee gewann er hinter dem Lokalmatador Josef Fendt und seinem ostdeutschen Teamkameraden Hans Rinn die Bronzemedaille. 1975 kam in Hammarstrand eine Silbermedaille hinzu, die er gemeinsam mit Hans-Jürgen Neumann hinter dem siegreichen DDR-Doppel Bernd und Ulrich Hahn gewann. Dieselbe Platzierung erreichte das Doppel Müller/Neumann bei den Rennrodel-Europameisterschaften 1975 in Olang, wo sie sich ihren Landsleuten Hans Rinn und Norbert Hahn geschlagen geben mussten. Bei den Rennrodel-Weltmeisterschaften 1977 in Igls gewann Müller hinter Hans Rinn erneut eine Silbermedaille.
Bei den DDR-Meisterschaften gewann Müller 1972 mit A. Hahn im Doppelsitzer hinter Horst Hörnlein und Reinhard Bredow sowie Klaus Bonsack und Wolfram Fiedler mit Bronze seine erste nationale Medaille. 1974 wurde er hinter Hans Rinn Zweiter im Einsitzer, 1975 gewann er mit Hans-Jürgen Neumann den Titel im Doppel vor Rinn/Hahn und Hahn/Hahn. In Oberhof erreichte das Doppel eine Gesamtzeit von 1:29,56 Minuten. Im Jahr darauf gewann es hinter diesen beiden Doppeln erneut Bronze, zudem gewann Müller hinter Rinn und Dettlef Günther die Bronzemedaille im Einzel.